# Danziger Wachstafeln
Die Danziger Wachstafeln sind Teile eines Gerichtsprotokollbuchs der Gerichtsbezirke der Komturei Danzig aus den Jahren 1368 bis 1419.
Zusammen mit den Kopenhagener Wachstafeln stellen sie sowohl eine wichtige genealogische als auch eine rechtsgeschichtliche Quelle für die Zeit der Herrschaft des Deutschen Ordens in Danzig und Pommerellen dar.
Sie bestehen aus 16, jeweils zweispaltig mit Wachs versehenen Holztafeln und weisen Gerichtsverhandlungen aus dem zur Danziger Komturei gehörenden Gerichtsbezirken Danczk (Danzig), Sulmin und dem heute zur Gemeinde Kartuzy (Karthaus) gehörenden Mirchau nach. Die Wachstafeln befanden sich in der Danziger Stadtbibliothek, wo der Stadtarchivar August Bertling sie transkribierte und ihren noch entzifferbaren Inhalt im Jahre 1884 veröffentlichte und kommentierte. 
Der im Jahre 1903 erschienene Katalog der Handschriften der Danziger Stadtbibliothek teilt mit, dass die Holztafeln vielfach wurmstichig seien und das Wachs durch Aufspaltungen unleserlich geworden sei. Die Tafeln seien im Jahre 1608 aus der Pfandkammer in die Bibliothek transferiert worden.